# Megalomma acrophthalmos
Megalomma acrophthalmos är en ringmaskart som först beskrevs av Grube 1878.  Megalomma acrophthalmos ingår i släktet Megalomma och familjen Sabellidae. Inga underarter finns listade i Catalogue of Life.